# Aq Sonqor Bursuqî
Aq Sonqor Bursuqî († 1126) est un officier seldjoukide, puis un atabeg de Mossoul (1113-1115 et 1121-1124) et d’Alep (1125-1126), responsable de plusieurs contre-croisades contre les Francs. Il ne doit pas être confondu avec Aq Sonqor al-Hajib, père de Zengi, ou avec Bursuq ibn Bursuq, un autre chef turc qui lutta également contre les Francs.

## Biographie
En 1111, il est gouverneur de Hama-dhân et participe à la contre croisade menée par Mawdûd ibn Altûntâsh, qui finit par un échec. Mawdûd est assassiné à Damas le 2 octobre 1113 et le grand Seldjoukide Muhammad Ier confie Mossoul à Aq Sonqor Bursuqî ainsi que la mission d’organiser une nouvelle contre croisade. En mai 1114, il part de Mossoul à la tête d’une armée de quinze mille hommes et soumet l’émir Il Ghazi ibn Ortoq, qui s’était rendu indépendant, et qui est contraint de confier à Aq Sonqor un contingent de soldats conduit par son fils Ayâz. Il assiège Édesse pendant un ou deux mois mais, faute de vivres, doit lever le siège et ravager les environs de la ville. Il se brouille ensuite avec Ayâz et le fait arrêter, mais Il Ghazi l’attaque et l’oblige à se replier sur Mossoul.
Aq Sonqor est disgracié en 1115 par le sultan qui donne Mossoul à un chef turc, Uzbeg ou Juyûsh-beg et la direction de la contre croisade est donnée à Bursuq ibn Bursuq.
En 1118, il est émir de Rahéla et participe avec Tughtekin, atabeg de Damas, à une attaque contre Alep, qui échoue à cause de l’intervention du prince Bohémond II d'Antioche. La même année, il est nommé commissaire du sultan de Perse auprès du calife. Le sultan Muhammad meurt peu après et le sultanat seldjoukide est en proie à l’anarchie. L’héritier, Mahmud II, a quatorze ans et des émirat soumis par son père commence à se révolter, comme celui des Banu Mazyâd, dirigé par le sheikh bédouin Dubais. Aq Sonqor Bursuqî part le soumettre, mais Juyûsh-beg, émir de Mossoul et protecteur de Ma’sûd, frère cadet de Mahmud, en profite pour se révolter et tenter d’imposer son protégé en marchant sur Bagdad. Un autre prétendant, le général turc Manguwîresh, se manifeste et Aq Sonqor fait la paix et s’allie à Dubais pour faire face à ces nouveaux dangers. Juyûsh-beg est battu, mais Al Sonqor ne peut pas se maintenir face à Manguwîresh et se replie sur Mossoul. Manguwîresh se conduit en tyran à Bagdad et doit évacuer la ville devant la révolte de ses habitants. C’est alors que Sanjar, frère de Muhammad Ier, intervient pour prendre l’hégémonie et Mahmud est obligé de le reconnaître comme sultan suprême. La lutte continue cependant entre Mahmud et Ma’sûd et ce n’est qu’en mai 1121 que Bursuqi parvient à réconcilier les deux frères. Il reçoit Mossoul en remerciement et pour s’éloigner de Bagdad, où il est brouillé avec le calife Al-Mustarchid. Dubais se révolte alors et bat Bursuqi sur les rives de l’Euphrate  en 1122, mais il est battu par une autre armée de Bursuqi en mars 1123.
En 1124, il reçoit l’ordre d’organiser de nouveau le jihad contre les Francs, et les habitants d’Alep, à la mort de l’atabeg Balak, l’appellent pour la succession. Il y fait son entrée le 29 janvier 1125 et prend possession de la ville,. Il envahit ensuite la principauté d'Antioche et s'empare de Kafartâb le 9 mai 1125, assiège 'Azaz le 22 mai, mais le roi Baudouin II de Jérusalem le bat devant la forteresse le 13 juin. En 1126, il attaque de nouveau la principauté d'Antioche, et assiège Athûrab, mais la venue de Baudouin II et de Josselin Ier d'Édesse l'oblige à battre retraite.
Il est assassiné le 26 novembre 1126 à Mossoul. Son fils Izz al-Din Mas’ûd ibn Bursuqî lui succède, mais meurt en 1127, laissant la place à Zengi,.

### Sources
- René Grousset, Histoire des croisades et du royaume franc de Jérusalem - I. 1095-1130 L'anarchie musulmane, Paris, Perrin, 1934 (réimpr. 2006), 883 p.
- Amin Maalouf, Les Croisades vues par les Arabes, J’ai lu, 1983 (ISBN 978-2-290-11916-7)